# Silver Lining (album van Bonnie Raitt)
Silver Lining is het veertiende studioalbum van Bonnie Raitt, uitgebracht in 2002.

## Nummers
1. "Fool's Game" (Cleary) – 4:08
2. "I Can't Help You Now" (Kennedy, Kirkpatrick, Sims) – 3:13
3. "Silver Lining" (Gray) – 6:19
4. "Time of Our Lives" (Beal, Sims) – 4:00
5. "Gnawin' on It" (Raitt, Rogers) – 4:44
6. "Monkey Business" (Cleary) – 3:36
7. "Wherever You May Be" (Darby, Hodgson) – 5:31
8. "Valley of Pain" (Mathes, Shamblin) – 4:27
9. "Hear Me Lord" (Mtukudzi) – 5:09
10. "No Gettin' Over You" (Raitt) – 4:45
11. "Back Around" (Koite, Raitt) – 5:15
12. "Wounded Heart" (Johnstone) – 4:13

## Muzikanten
- Bonnie Raitt - zang, achtergrondzang, slidegitaar
- Andy Abad - gitaar
- Alejandro "Alex" Acuña - conga, tama
- Steve Berlin - baritonsax
- Jon Cleary - piano, keyboard, Hammondorgel, achtergrondzang, clavinet, Moogsynthesizer, Wurlitzer
- John Cregar - drums
- Mike Dean - gitaar, keyboard
- Keletigui Diabate - balafoon
- Ricky Fataar - percussie, drums, achtergrondzang
- Bernard Fowler - achtergrondzang
- Freebo - tuba
- Mitchell Froom - orgel, piano, clavinet, Moogsynthesizer, Wurlitzer, marxofoon, rietorgel
- Gary Gold - drum-loop
- James "Hutch" Hutchinson - basgitaar, akoestische basgitaar
- Habib Koité - gitaar
- George Marinelli - akoestische gitaar, mandoline, elektrische gitaar, achtergrondzang
- Arnold McCuller - achtergrondzang
- Steve Nider - keyboard
- Steve Raitt - achtergrondzang
- Roy Rogers - slidegitaar
- Andrew Scheps - drum-loop
- Tommy Sims - elektrische gitaar, achtergrondzang
- Benmont Tench - piano
- Pete Thomas - percussie
- Fred White - achtergrondzang

## Hitlijsten
De volgende cijfers zijn op basis van het Amerikaanse blad Billboard.

### Album
| Jaar | Lijst               | Positie |
| ---- | ------------------- | ------- |
| 2002 | Billboard 200       | 13      |
| 2002 | Top Internet Albums | 17      |

### Singles
| Jaar | Single              | Lijst              | Positie |
| ---- | ------------------- | ------------------ | ------- |
| 2002 | "Silver Lining"     | Adult Contemporary | 21      |
| 2002 | "Time of Our Lives" | Adult Contemporary | 27      |